# Пэдурару, Мария
Мария Пэдурару (рум. Maria Păduraru; 5 октября 1970, Негрешти)  — румынская гребчиха, бронзовый призёр чемпионата мира 1991 и серебряный призёр Олимпийских игр 1992 года в Барселоне в гонках женских восьмёрок.

## Биография
На летней Олимпиаде 1992 года румынский экипаж (Некула, Базон, Пэдурару, Булье,  Дойна Робу, Лепэдату, Шнеп-Бэлан, Олтяну с рулевой Эленой Джорджеску) в финальном заплыве пришёл к финишу вторым. Пэдурару	вместе с Базон, Булье и Лепэдату также участвовала в заплыве распашных четверок без рулевого (5 место).